# Liste der Baudenkmäler in Horgau
Auf dieser Seite sind die Baudenkmäler in der schwäbischen Gemeinde Horgau zusammengestellt. Diese Tabelle ist eine Teilliste der Liste der Baudenkmäler in Bayern. Grundlage ist die Bayerische Denkmalliste, die auf Basis des Bayerischen Denkmalschutzgesetzes vom 1. Oktober 1973 erstmals erstellt wurde und seither durch das Bayerische Landesamt für Denkmalpflege geführt wird. Die folgenden Angaben ersetzen nicht die rechtsverbindliche Auskunft der Denkmalschutzbehörde.

## Baudenkmäler nach Ortsteilen

### Horgau
| Lage                                             | Objekt                             | Beschreibung | Akten-Nr.             | Bild              |
| ------------------------------------------------ | ---------------------------------- | --- | --------------------- | ----------------- |
| nördlich vom Ort an der Bundesstraße. (Standort) | Bildstock                          | Gehäuse mit Stichbogennische, 18. Jahrhundert | D-7-72-159-8 Wikidata | Bildstock         |
| Hauptstraße 51 (Standort)                        | Wohnhaus                           | mit Treppengiebeln und angebautem Stallteil, um 1860/70. | D-7-72-159-1 Wikidata | Wohnhaus          |
| am östlichen Ortsausgang (Standort)              | Kapellenbildstock                  | 18./19. Jahrhundert; Holzfigur, hl. Joseph, 1. Hälfte 19. Jahrhundert | D-7-72-159-7 Wikidata | Kapellenbildstock |
| Martinsplatz 1 (Standort)                        | Pfarrhaus                          | zweigeschossiger Satteldachbau mit Gesimsgliederung am Westgiebel, von Johann Ledermann, 1694/95; mit Ausstattung. | D-7-72-159-4 Wikidata | Pfarrhaus         |
| Martinsplatz 2 (Standort)                        | Katholische Pfarrkirche St. Martin | Saalbau mit eingezogenem Chor und nördlichem Turm mit Doppelzwiebelhaube, Chor 2. Hälfte 15. Jahrhundert. Renaissanceturm von David Hebel um 1620, Langhausbau um 1675/80, um 1715/20 verlängert; mit Ausstattung: Muttergottes, Galvanoplastik, 1895; neben der Kriegergedächtnis nordwestlich der Kirche; Kerkerchristus, in modernem Gehäuse; in Nordwestecke des Friedhofs. | D-7-72-159-5 Wikidata | weitere Bilder    |

### Auerbach
| Lage                       | Objekt                           | Beschreibung | Akten-Nr.              | Bild           |
| -------------------------- | -------------------------------- | --- | ---------------------- | -------------- |
| Ulmer Straße 11 (Standort) | Katholische Kapelle St. Nikolaus | Saalbau mit eingezogenem Chor und westlichem Dachreiter mit Zwiebelhaube, von Valerian Brenner, 1698; mit Ausstattung. | D-7-72-159-10 Wikidata | weitere Bilder |

### Bieselbach
| Lage                             | Objekt                              | Beschreibung | Akten-Nr.              | Bild           |
| -------------------------------- | ----------------------------------- | --- | ---------------------- | -------------- |
| Daniel-Mauch-Straße 8 (Standort) | Katholische Kapelle St. Franz Xaver | Saalbau mit eingezogenem Chor und südlichem Dachreiter mit Zeltdach, vielleicht von einem der Dossenberger erbaut, 1747; mit Ausstattung, siehe auch Bieselbacher Altar | D-7-72-159-11 Wikidata | weitere Bilder |

### Herpfenried
| Lage       | Objekt    | Beschreibung                                                                                  | Akten-Nr.              | Bild      |
| ---------- | --------- | --------------------------------------------------------------------------------------------- | ---------------------- | --------- |
| (Standort) | Bildstock | Stichbogennische mit Gurtgesims und Satteldach über rechteckigem Sockel, 18./19. Jahrhundert. | D-7-72-159-12 Wikidata | Bildstock |

### Horgauergreut
| Lage                                                | Objekt                                       | Beschreibung                                                                                          | Akten-Nr.              | Bild                                  |
| --------------------------------------------------- | -------------------------------------------- | --- | ---------------------- | ------------------------------------- |
| auf einer Anhöhe 300 m östlich des Ortes (Standort) | Bildstockkapelle                             | 18. Jahrhundert                                                                                       | D-7-72-159-16 Wikidata | Bildstockkapelle                      |
| Greuter Straße 43 (Standort)                        | Katholische Filialkirche St. Maria Magdalena | Chor und Turmunterbau um 1475, Turmerhöhung um 1700, Langhaus 1727 von Georg Rainer; mit Ausstattung. | D-7-72-159-13 Wikidata | weitere Bilder                        |
| Greuter Straße 46 (Standort)                        | Stadel mit zwei Quertennen und Remise        | verschalter Ständerbau des frühen 19. Jahrhunderts                                                    | D-7-72-159-14 Wikidata | Stadel mit zwei Quertennen und Remise |
| Greuter Straße 49 (Standort)                        | Altes Schulhaus                              | mit flachem Walmdach, erbaut 1843.                                                                    | D-7-72-159-15 Wikidata | Altes Schulhaus                       |
| nördlich des Ortes (Standort)                       | Kreuzwegstationen                            | 4. Viertel 19. Jahrhundert.                                                                           | D-7-72-159-17 Wikidata | weitere Bilder                        |

### Lindgraben
| Lage       | Objekt                                             | Beschreibung                                 | Akten-Nr.              | Bild                                               |
| ---------- | -------------------------------------------------- | -------------------------------------------- | ---------------------- | -------------------------------------------------- |
| (Standort) | Katholische Kapelle zur Schmerzhaften Muttergottes | 3. Viertel 19. Jahrhundert; mit Ausstattung. | D-7-72-159-18 Wikidata | Katholische Kapelle zur Schmerzhaften Muttergottes |

### Schäfstoß
| Lage                     | Objekt                    | Beschreibung                                                                                    | Akten-Nr.              | Bild                      |
| ------------------------ | ------------------------- | ----------------------------------------------------------------------------------------------- | ---------------------- | ------------------------- |
| Haus Nummer 2 (Standort) | Ehemaliger Gutshof        | sogenanntes Schlößle, Wohnteil des Hauptgebäudes mit Schweifgiebel und Giebelgesimsen, um 1730. | D-7-72-159-20 Wikidata | Ehemaliger Gutshof        |
| (Standort)               | Katholische Marienkapelle | erbaut 1860; mit Ausstattung.                                                                   | D-7-72-159-19 Wikidata | Katholische Marienkapelle |

## Abgegangene Baudenkmäler
In diesem Abschnitt sind Objekte aufgeführt, die früher einmal in der Denkmalliste eingetragen waren, jetzt aber nicht mehr existieren, z. B. weil sie abgebrochen wurden. Aktennummern in diesem Abschnitt sind ehemalige, jetzt nicht mehr gültige Aktennummern.

| Lage                                                          | Objekt             | Beschreibung                              | Akten-Nr.             | Bild               |
| ------------------------------------------------------------- | ------------------ | ----------------------------------------- | --------------------- | ------------------ |
| Horgauergreut an der Straße zum ehemaligen Bahnhof (Standort) | ehemalige Sägmühle | verbretterter Ständerbau, 19. Jahrhundert | D-7-72-159-9 Wikidata | ehemalige Sägmühle |